# 1130
| Calendário gregoriano                                                        | 1130 MCXXX                                             |
| Ab urbe condita                                                              | 1883                                                   |
| Calendário arménio                                                           | 579 – 580                                              |
| Calendário bahá'í                                                            | -714 – -713                                            |
| Calendário budista                                                           | 1674                                                   |
| Calendário chinês                                                            | 3826 – 3827 Início a 11 de fevereiro (aproximadamente) |
| Calendário copta                                                             | 846 – 847                                              |
| Calendário etíope                                                            | 1122 – 1123                                            |
| Calendários hindus - Vikram Samvat - Calendário nacional indiano - Cáli Iuga | 1185 – 1186 1051 – 1052 4230 – 4231                    |
| Calendário Holoceno                                                          | 11130                                                  |
| Calendário islâmico                                                          | 524 – 525                                              |
| Calendário judaico                                                           | 4890 – 4891                                            |
| Calendário persa                                                             | 508 – 509                                              |
| Calendário rúnico                                                            | 1380                                                   |
| Calendário solar tailandês                                                   | 1673                                                   |

1130 (MCXXX, na numeração romana) foi um ano comum do século XII do Calendário Juliano, da Era de Cristo, e a sua letra dominical foi E (52 semanas), teve início a uma quarta-feira, terminou também a uma quarta-feira.
No território que viria a ser o reino de Portugal estava em vigor a Era de César que já contava 1168 anos.

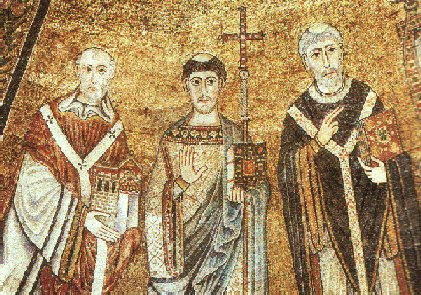
Papa Inocêncio II, à esquerda na imagem, representado como fundador da igreja de Santa Maria in Trastevere, em Roma, ao lado de são Lourenço e são Calixto. Mosaico da mesma igreja.

| Ano completo                        |
| ----------------------------------- |
| Ano comum com início à quarta-feira |

## Eventos
- O papa Inocêncio 2.º sucede ao papa Honório 2.º.
- Invasão da Galiza por d. Afonso Henriques.
- Estabelecimento da Ordem dos Hospitalários no Condado Portucalense.
- Expedição de Afonso 7.º de Leão e Castela a Portugal para exigir de D. Afonso Henriques o abandono das regiões galegas de Límia e Toronho.

## Nascimentos
- D. Pedro Afonso Viegas, neto de D. Egas Moniz que foi Tenente de Trancoso em 1184 e de Neiva em 1187, era possuidor de extensos domínios ao Sul do rio Douro."
- D. Aires Nunes de Fornelos, Cavaleiro medieval português.
- Geza 2.º da Hungria m. 1162, foi rei da Hungria.
- Mateus da Alsácia m. 1173, foi conde de Bolonha.
- D. Soeiro Pires da Silva, Cavaleiro medieval português, Rico-homem e Senhor da Torre de Silva.
- Gomes Lourenço de Abreu 2º senhor da Torre de Abreu.
- Pedro Fernandes de Bragança, Rico-homem e Cavaleiro medieval do Reino de Portugal foi Mordomo-mor de D. Afonso Henriques bem feitor do Mosteiro de Bouro e do Mosteiro de Pombeiro.
- Raimundo Pais de Riba de Vizela Senhor medieval do Reino de Portugal que foi Governador da Covilhã, de Gouveia e de Besteiros.

## Mortes
- Março - Leonor de Châtellerault, esposa de Guilherme 10 de Aquitânia e mãe de Leonor da Aquitânia (n. 1103).
- 11 de Novembro - Teresa de Leão, mãe de Afonso Henriques.
- Pedro Gonçalves de Lara, senhor de Lara e de Molina, nasceu em 1080.
- Henrique I de Châtillon n. 1080, foi Senhor de Châtillon-sur-Marne.
- D. Sancho Nunes de Celanova, fidalgo medieval português, que criou a Quinta de Barbosa, e o solar da família. Foi o 1º usar o apelido Barbosa, n. 1070.
- Mem Viegas de Sousa, foi Governador da Vila de Santa Cruz de Riba Tâmega e castelão do Castelo de Santa Cruz de Riba Tâmega, n. 1070.